# Coupe CECAFA des nations 1981
Navigation
Tanzanie 1980 Ouganda 1982
La Coupe CECAFA des nations 1981 est la neuvième édition de la Coupe CECAFA des nations qui a eu lieu en Tanzanie du 14 au 25 novembre 1981. Les nations membres de la CECAFA (Confédération d'Afrique centrale et de l'Est) sont invitées à participer à la compétition. La Somalie déclare forfait avant le tournoi.
C'est le Kenya, qui remporte la compétition en s'imposant en finale face au pays hôte, la Tanzanie. C'est le deuxième titre de champion de la CECAFA de la sélection kényane.

## Équipes participantes
- Ouganda
- Kenya
- Zanzibar
- Tanzanie - Organisateur
- Malawi (invité)
- Zimbabwe (invité)
- Soudan - Tenant du titre
- Zambie (invité)

## Phase de poules

### Groupe A
| Team     | Pts | Pld | W | D | L | GF | GA | GD |
| -------- | --- | --- | - | - | - | -- | -- | -- |
| Tanzanie | 5   | 3   | 2 | 1 | 0 | 6  | 3  | +3 |
| Kenya    | 4   | 3   | 2 | 0 | 1 | 3  | 2  | +1 |
| Malawi   | 3   | 3   | 1 | 1 | 1 | 6  | 4  | +2 |
| Zanzibar | 0   | 3   | 0 | 0 | 3 | 3  | 9  | -6 |

| 14 novembre 1981 | Kenya | 1 – 0 | Malawi |  |  |
|                  |       |       |        |  |  |

| 15 novembre 1981 | Tanzanie | 3 – 1 | Zanzibar |  |  |
|                  |          |       |          |  |  |

| 17 novembre 1981 | Kenya | 2 – 1 | Zanzibar |  |  |
|                  |       |       |          |  |  |

| 17 novembre 1981 | Tanzanie | 2 – 2 | Malawi |  |  |
|                  |          |       |        |  |  |

| 20 novembre 1981 | Malawi | 4 – 1 | Zanzibar |  |  |
|                  |        |       |          |  |  |

| 20 novembre 1981 | Tanzanie | 1 – 0 | Kenya |  |  |
|                  |          |       |       |  |  |

### Groupe B
| Equipe   | Pts | J | V | N | D | Bp | Bc | Diff |
| -------- | --- | - | - | - | - | -- | -- | ---- |
| Ouganda  | 4   | 3 | 1 | 2 | 0 | 5  | 3  | +2   |
| Zambie   | 3   | 3 | 1 | 1 | 1 | 4  | 4  | 0    |
| Zimbabwe | 3   | 3 | 0 | 3 | 0 | 1  | 1  | 0    |
| Soudan   | 2   | 3 | 0 | 2 | 1 | 2  | 4  | -2   |

| 15 novembre 1981 | Ouganda | 2 – 2 | Soudan |  |  |
|                  |         |       |        |  |  |

| 17 novembre 1981 | Ouganda | 3 – 1 | Zambie |  |  |
|                  |         |       |        |  |  |

| 17 novembre 1981 | Zimbabwe | 0 – 0 | Soudan |  |  |
|                  |          |       |        |  |  |

| 19 novembre 1981 | Zambie | 1 – 1 | Zimbabwe |  |  |
|                  |        |       |          |  |  |

| 20 novembre 1981 | Ouganda | 0 – 0 | Zimbabwe |  |  |
|                  |         |       |          |  |  |

| 21 novembre 1981 | Zambie | 2 – 0 | Soudan |  |  |
|                  |        |       |        |  |  |

## Tour final

### Demi-finales
| 24 novembre 1981 | Tanzanie | 2 – 1 | Zambie |  |  |
|                  |          |       |        |  |  |

| 24 novembre 1981 | Kenya | 3 – 1 | Ouganda |  |  |
|                  |       |       |         |  |  |

### Match pour la troisième place
| 27 novembre 1981 | Zambie | 1 – 0 | Ouganda |  |  |
|                  |        |       |         |  |  |

### Finale
| 28 novembre 1981 | Kenya          | 1 – 0 | Tanzanie |  |
|                  | James Omah 22e |       |          |  |

| Vainqueur Coupe CECAFA 1981 Kenya 2e titre |